# Hôtel Le Charron
Hôtel Le Charron je městský palác v Paříži, který leží na  ostrově sv. Ludvíka. Budova je od roku 1988 chráněná jako historická památka.

## Poloha
Palác se nachází ve 4. obvodu na severním nábřeží ostrova sv. Ludvíka na adrese 13-15 Quai de Bourbon.

## Historie
Palác postavil v letech 1637–1640 architekt Sébastien Bruand pro správce financí Jeana Charrona.
Od roku 1912 zde měla ateliér belgická sochařka Yvonne Serruys (1873-1953), která zde žila se svým manželem, francouzským spisovatelem Pierrem Millem (1864-1941). Do své smrti zde také bydlel malíř Émile Bernard (1868-1941). V domě bydlí geolog Haroun Tazieff. 
Budova byla v letech 1979/1980 restaurována a v roce 1988 zapsána na seznam historických památek.